# Aurora-Philippinenwaldmaus
Die Aurora-Philippinenwaldmaus (Apomys aurorae) ist eine Nagetierart aus der Gattung der Philippinen-Waldmäuse (Apomys) in der Familie der Langschwanzmäuse (Muridae). Das Artepitheton bezieht sich auf die Provinz Aurora auf der philippinischen Insel Luzon, wo diese Art endemisch ist. Sie wurde erst 2006 entdeckt und 2011 wissenschaftlich beschrieben.

## Merkmale
Die Aurora-Philippinenwaldmaus ist eine große Mäuseart mit großen Augen. Die Gesamtlänge beträgt 262 bis 295 mm, die Schwanzlänge 129 bis 153 mm, die Ohrenlänge 18 bis 21 mm und das Gewicht 58 bis 92 g. Das weiche Fell ist rötlichbraun an der Oberseite und weiß beziehungsweise nahezu weiß mit einer orangefarbenen Verwaschung an der Unterseite. Der Schwanz ist zweifarbig, dunkel an der Oberseite und nahezu weiß an der Unterseite.

## Verbreitung
Die Aurora-Philippinenwaldmaus ist nur aus dem Mingan-Gebirge in der Provinz Aurora auf Luzon dokumentiert, wo diese Art in Höhenlagen zwischen 733 und 1677 m vorkommt. Auf dem Transekt zwischen 902 und 1476 m repräsentiert sie die häufigste Mäuseart.

## Lebensraum
Die Aurora-Philippinenwaldmaus bewohnt Dipterocarpaceen-Wälder in den Tieflagen, Bergwälder und moosbedeckte Wälder.

## Lebensweise
Die Aurora-Philippinenwaldmaus ist nachtaktiv und geht auf dem Boden auf Nahrungssuche. Die Nahrung besteht aus Regenwürmern, anderen Wirbellosen und vermutlich Samen. In mittleren Höhenlagen kommt sie sympatrisch mit Apomys minganensis vor.

## Gefährdung und Schutz
Die Aurora-Philippinenwaldmaus ist gegenwärtig nicht in der IUCN Red List erfasst. Diese Art gilt jedoch als nicht gefährdet, da ihr Lebensraum noch weitgehend ungestört ist.